# Corey Linsley
Corey Michael Linsley (* 27. Juli 1991 in Youngstown, Ohio) ist ein ehemaliger US-amerikanischer American-Football-Spieler in der National Football League (NFL). Er spielte für die Green Bay Packers und die Los Angeles Chargers als Center.

## College
Linsley spielte fünf Jahre lang College Football für die Buckeyes der Ohio State University als Offensive Lineman. Hierbei absolvierte er als Redshirt in seinem ersten Jahr an der Ohio State keine Spiele. In seinem zweiten Jahr am College absolvierte er 6 Spiele für seine Universität. Auch im Jahr darauf kam Linsley weiterhin nicht über eine Reservistenrolle hinaus und absolvierte 10 Spiele auf verschiedenen Positionen innerhalb der Offensive Line. Seit 2012 wurde Linsley als Starter auf der Position des Centers bei den Buckeyes eingesetzt. Auf dieser Position konnte Linsley 2012 und in seinem letzten Jahr am College (2013) sein Talent zeigen. 2012 spielte er in 12 Spielen und 2013 in 14 Spielen für sein Team.

## NFL
Linsley wurde bei dem NFL Draft 2014 von den Green Bay Packers in der 5. Runde an der 161. Stelle gedraftet. Bereits in seiner Rookie-Saison (2014) absolvierte Linsley alle 16 Spiele der regulären Saison als Starter. Aufgrund einer Verletzung verpasste Linsley die letzten 3 Spiele der Saison 2015 sowie die ersten 8 Spiele der darauffolgenden Saison 2016. Seit seiner Rückkehr während der Saison 2016 stand Linsley so viele Snaps auf dem Spielfeld wie kein anderer Packers-Lineman. Während der Saison 2017 und 2018 stand Linsley bei jedem Snap der Offense auf dem Feld. Nach 3 Teilnahmen in den Playoffs in seinen ersten 3 Profijahren verpasste Linsley mit den Packers 2017 und 2018 jeweils die Teilnahme an den Playoffs. Ende 2017 wurde der Vertrag von Linsley für 3 Jahre verlängert, er erhält für die Saisons 2018–2020 25,5 Millionen US-Dollar. Auch in der Saison 2019 stand Linsley wieder in allen 16 Spielen der regulären Saison für die Packers auf dem Platz. Nach zwei erfolglosen Jahren für die Packers erreichte Linsley mit diesen 2019 wieder die Playoffs und mit dem Record von 13 Siegen bei 3 Niederlagen konnte man sich sogar eine Bye-Week sichern. Letztendlich unterlag er in den Conference Finals den San Francisco 49ers und verpasste somit mit den Packers den Einzug in den Super Bowl LIV.
Im März 2021 unterschrieb Linsley einen Fünfjahresvertrag über 62,5 Millionen Dollar bei den Los Angeles Chargers und wurde damit zum bestbezahlten Center der Liga. In seiner ersten Saison für die Chargers wurde Linsley zum ersten und einzigen Mal in den Pro Bowl gewählt. Nachdem er in der Saison 2023 vierzehn Spiele wegen Herzproblemen verpasst hatte, beendete er seine Karriere nach der Saison aus medizinischen Gründen.